# Тутов, Заур Нажидович
Заур Нажидович Тутов (род. 2 октября 1951, село Старая Крепость (ныне город Баксан), КБАССР, РСФСР, СССР) — советский и российский певец (тенор-баритон). Народный артист Российской Федерации (2011). Министр Культуры и информационных коммуникаций Кабардино-Балкарии (2005—2008). Является советником главы администрации президента Кабардино-Балкарской республики в Москве.

## Биография

### Происхождение
Родился 2 октября 1951 года в селе Старая Крепость, КБАССР. Маму звали Фатима, работала кассиром-бухгалтером. Отца потерял в младенчестве, он погиб в автомобильной катастрофе. Единственная сестра Татьяна живёт в Нальчике.
До 4-го класса учился в кабардинской школе и ни слова не знал по-русски. Однажды родители сказали: «Надо, сынок, в русскую школу переходить». И он перешёл.
Семья Тутовых жила очень скромно, и начиная с седьмого класса Заур стал подрабатывать – в летние месяцы помогал местным строителям возводить дома: месил цемент, подавал наверх стройматериалы. Заработанные деньги отдавал маме, а также обеспечивал самого себя необходимыми подростку вещами, одеждой и даже купил себе велосипед, о котором долго мечтал.
Окончил вокальное отделение музыкального училища в городе Нальчике.
С 1971 года по 1973 год служил в Советской армии, в сухопутных войсках на острове Сахалин. После увольнения в запас работал солистом в Кабардино-Балкарской филармонии.

### Творческая карьера
Известность пришла в 1973 году, когда Заур Тутов занял второе место на Всесоюзном конкурсе в Минске. В том же году он стал лауреатом Всемирного фестиваля молодежи и студентов, проходившего в Берлине.
На большую концертную сцену Заур Тутов впервые вышел с эстрадно-симфоническим оркестром Всесоюзного радио и телевидения под управлением Народного Артиста СССР Юрия Силантьева. Затем были выступления с оркестрами под управлением Анатолия Бадхена, Александра Михайлова, Мурада Кажлаева, Александра Петухова, с оркестром русских народных инструментов под управлением Николая Калинина, Николая Некрасова.
В 1976 году был приглашён солистом в Москонцерт, Росконцерт.
В 1976 году Тутов получил Первую премию в Сочи на Всероссийском конкурсе «Красная гвоздика».
Тутов участвовал в фестивалях в городе Зелена Гура,Польша,1978 г. и «Дечинский якорь», Чехословакия, 1979 г.
Заметной вехой в карьере Заура Тутова стал телефестиваль «С песней по жизни», когда песня «Вечная весна» Давида Тухманова в его исполнении по результатам зрительского голосования заняла первое место.
В 1982 году Заур Тутов с песней «Пройдя сквозь годы» стал лауреатом фестиваля «Песня-82».
В 1986 году окончил Российскую академию музыки имени Гнесиных, класс солиста Государственного академического Большого театра страны — Евгения Белова.
С 1989 года по 1992 год работал старшим преподавателем класса вокала Российской академии театрального искусства.
В 1980-х годах в исполнении Заура Тутова была популярна песня Давида Тухманова «Вечная весна».
В 1990 году Заур Тутов выступил на авторском вечере композитора Александры Пахмутовой «Свет пролетающих лет» в Москве в Государственном Центральном Концертном зале «Россия».
Певец неоднократно выступал с концертами в городах советских республик, а также в Германии, Италии, Бельгии, Польше, Израиле, Индии, Турции, США. Записывался Заур Нажидович и на студии грамзаписи.

### После распада СССР
Провёл ряд этапных сольных концертов: 26 февраля 1993 г. в Государственном театре Эстрады; 8 ноября 2000 г. в концертном зале имени П. И. Чайковского, 21 сентября 2001 г. в Государственном Центральном зале «РОССИЯ», в 2003 в концертном зале имени П. И. Чайковского, 12 марта 2006 г. в Кремлёвском Государственном дворце, 8 октября 2007 г. в Международном Доме музыки в г. Москве.
В 2001 году Лев Барашков и Владимир Трошин против Заура Тутова и Олега Ухналёва в программе «Два рояля». Выпуск был посвящён 9 мая!
В 2001 году в Москве в ГЦКЗ «Россия» состоялся Юбилейный концерт Заура Тутова.
29 ноября 2006 году принимал участие в программе «Мелодии дружбы-2006». Гала-концерт этого музыкального ретро-проекта «Имена на все времена» прошёл на сцене московского Театра эстрады.
В Юбилейном 2016 году Зауром Тутовым написана и презентована автобиографическая книга «Мелодии моей судьбы», а в марте 2017 года выпущено 2 подарочных аудио-альбома: «Адыгские песни» из двух CD и «Музыка - судьба моя» из шести CD. И книга, и подарочные альбомы изданы на средства автора - Заура Нажидовича ТУТОВА тиражом по 100 экземпляров и являются исключительно предметами дарения, но не коммерции.
11 марта 2009 года был гостем программы «Рождённые в СССР» на телеканале Ностальгия.
С 2009 по 2016 гг. возглавлял кафедру эстрадно - джазового пения Московского Государственного института культуры.
В 2010 году один из выпусков авторской программы Олега Нестерова «По волне моей памяти» (Канал «Время» — Первый канал. Всемирная сеть) был посвящён Зауру Тутову.
В субботу 8 мая 2021 года Заур Тутов был гостем программы «Привет, Андрей!» с Андреем Малаховым на телеканале Россия-1. Программа была посвящена песням Великой Победы.
В 2021 году Заур Тутов был в жюри VI Международного конкурса вокалистов имени Муслима Магомаева.
В последние годы Заур Тутов неоднократно бывал в городе Одинцове. Трижды был председателем жюри фестиваля «Одинцовские самоцветы», он является участником международного детектив – клуба.
В репертуаре Заура Тутова звучат неаполитанские, русские, адыгско-черкесские, народные, а также классические и эстрадные произведения. Является автором музыки некоторых своих песен («Возле клёна» и др.).
10 июля 2016 года вышла в эфир программа «Пока все дома» на Первом телеканале в гостях у Заура Тутова.

### Общественно - политическая деятельность
В период с октября 2005 года по ноябрь 2008 года Заур Тутов занимал должность Министра Культуры и Информационных Коммуникаций Кабардино-Балкарской республики, одновременно продолжая концертную деятельность и занятия вокалом, что позволило ему по сей день находиться в превосходной профессиональной форме.
В период с 11 ноября 2008 года до 2010 года Заур Тутов, был заместителем постоянного представителя Кабарадино-Балкарской Республики при Президенте Российской Федерации в Москве.
В настоящее время Заур Тутов является советником главы администрации президента Кабардино-Балкарской республики в Москве. Также он активно продолжает заниматься творчеством.

## Дискография
- 1994 — «Отечественные и зарубежные песни»
- 2017 — «Адыгские песни»
- 2017 — «Музыка — судьба моя»

## Семья
Жена — Мадина. Поженились в 1983 году.
Сын — Идар (1989 г.р.)
Сын — Инал (1991 г.р.)
Дочь — Дана (1992 г.р.)

## Награды и звания
- лауреат Всесоюзного конкурса исполнителей советской песни в Минске — II премия (1973)
- лауреат Всемирного фестиваля молодёжи и студентов в Берлине (1973)
- лауреат Всероссийского конкурса «Красная гвоздика» в Сочи — I премия (1976)
- лауреат телеконкурса «С песней по жизни»
- Заслуженный артист РСФСР (17.12.1982)
- Народный артист Карачаево-Черкесской Республики (1994)
- Народный артист Кабардино-Балкарской Республики (2000)[3]
- Народный артист Российской Федерации (21.03.2011)
- Народный артист Республики Дагестан (2014)[3]
- Народный артист Республики Адыгея (2017)[3]
- Медаль «Слава Адыгеи» (30 мая 2016) — за особые заслуги в развитии культуры Республики Адыгея[4]
- 8-го сентября 2018 года в Ялте на Аллее звёзд состоялось открытие звезды Заура Тутова